# Piknik (film 1955)
Piknik (ang. Picnic) – amerykański film na podstawie sztuki Williama Inge, którego akcja toczy się w scenerii małego miasteczka. Przybywa tam młody mężczyzna. Przyjazd ten w czasie corocznego pikniku powoduje zamieszanie.

## Główne role
- William Holden – Hal Carter
- Kim Novak – Marjorie Madge Owens
- Betty Field – Flo Owens
- Rosalind Russell – Rosemary
- Susan Strasberg – Millie Owens
- Cliff Robertson – Alan Benson
- Arthur O’Connell – Howard Bevans
- Verna Felton – Helen Potts
- Reta Shaw – Irma Kronkite
- Nick Adams – Bomber
- Raymond Bailey – Pan Benson

## Nagrody i nominacje
28. ceremonia wręczenia Oscarów
- Najlepsza scenografia i dekoracje wnętrz – film kolorowy – William Flannery, Jo Mielziner, Robert Priestley
- Najlepszy montaż – Charles Nelson, William A. Lyon
- Najlepszy film – Fred Kohlmar (nominacja)
- Najlepsza reżyseria – Joshua Logan (nominacja)
- Najlepsza muzyka w dramacie lub komedii – George Duning (nominacja)
- Najlepszy aktor drugoplanowy – Arthur O’Connell (nominacja)

13. ceremonia wręczenia Złotych Globów
- Najlepsza reżyseria – Joshua Logan

10. ceremonia wręczenia nagród Brytyjskiej Akademii Filmowej
- Najlepszy film z jakiegokolwiek źródła (nominacja)
- Najlepszy aktor zagraniczny – William Holden (nominacja)
- Najlepsza aktorka zagraniczna – Kim Novak (nominacja)
- Najbardziej obiecująca nowa gwiazda – Susan Strasberg (nominacja)